# Заводоуковськ
Заводоуко́вськ (рос. Заводоуковск) — місто, адміністративний центр Заводоуковського міського округу Тюменської області, Росія.

## Географія
Місто розташоване на річці Ук (права притока річки Тобол), трохи нижче впадіння Бегіли, у лісостеповій зоні Західного Сибіру (на західній околиці Ішимської рівнини). На північ і північний захід від міста знаходяться ліси.
Місто розташоване за 100 км (по автодорозі) на південний схід від обласного центру — міста Тюмень. Найближчий місто Ялуторовськ розташоване за 28 км на північний захід від Заводоуковська.

### Клімат
Для міста характерний континентальний клімат помірних широт з порівняно тривалою зимою, що відрізняється частими морозами й хуртовинами (середня температура січня 18,6 морозу) і коротке літо; безморозний період становить в середньому всього 120 днів (в окремі роки від 60 до 160 днів).

## Історія

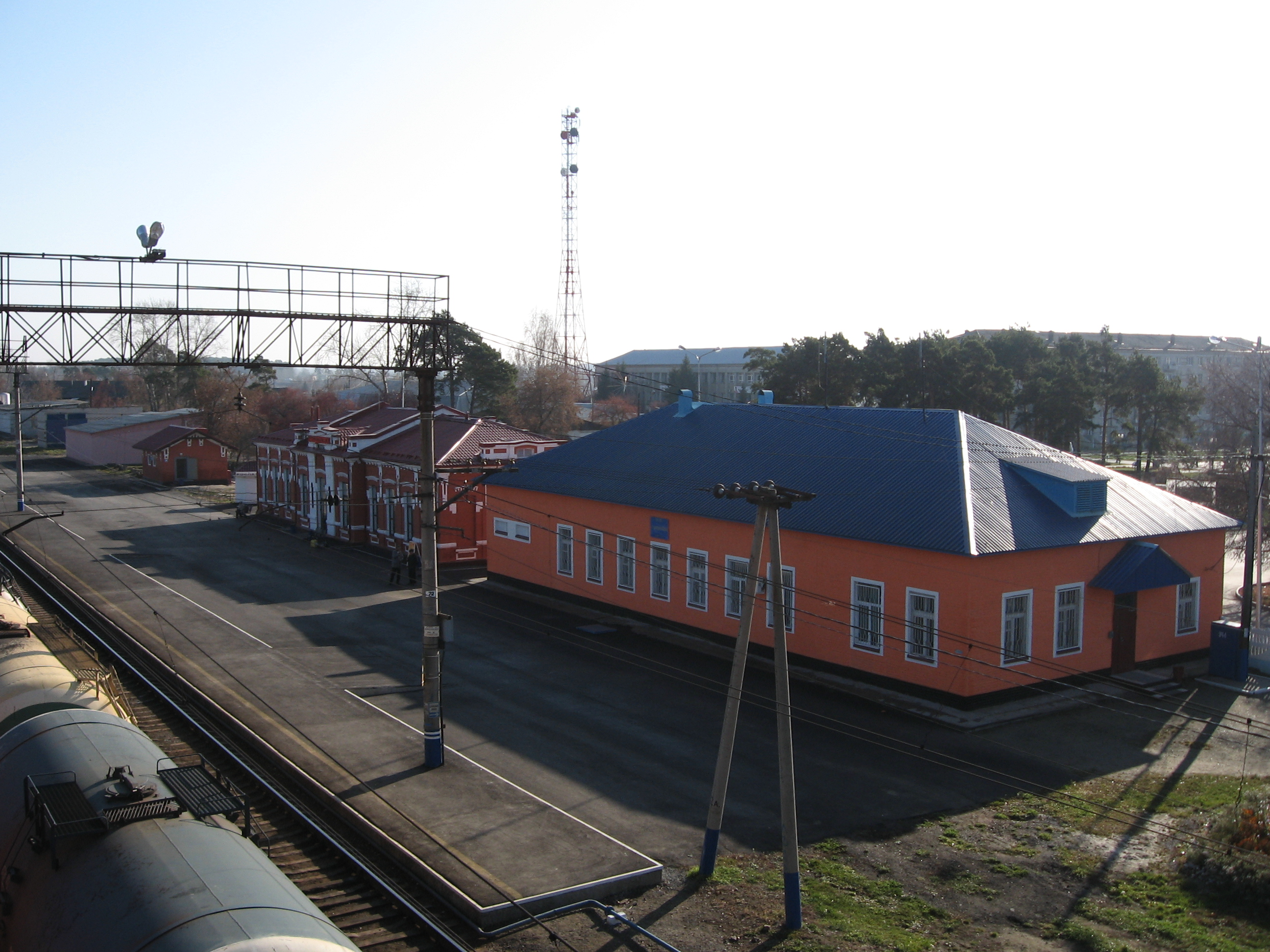
Залізнична станція

Відоме як село Уковськ з 1729 року. У 1740—1744 роках верхотурськими купцями Максимом Походяшиним і Олексієм Власьєвським була заснована Уковська гуральня. У 1756 році винокуріння було оголошено дворянською монополією. Винним відкупником по всьому Сибіру став граф Петро Іванович Шувалов.
В кінці XVIII — початку XIX століть гуральні перейшли в казенне відомство. Зрештою, Уковська гуральня припинила своє існування, і тільки в 1860-ті роки XIX століття виробництво алкоголю в більш прогресивному промисловому масштабі відродив знаменитий сибірський підприємець польського походження Альфонс Хомич Поклевський-Козелл.
У 1787 році село стало волосним селом Заводоуковськ. Назву села можна розшифрувати як «завод на Уці», і пов'язане воно з розташованим в селі винокурним заводом. Інша версія пов'язана з поширеною в Сибіру в XVIII—XIX століттях традицією утворення спеціальних поселень — «заводів», призначених для відпочинку каторжан, яких направляли в заслання.
На початку XX століття будується залізниця Тюмень — Омськ. Перший робочий поїзд на станцію Заводоуковськ прийшов 9 травня 1910 року, а регулярний рух по північній гілці Транссибу почався в кінці 1913 року. Разом із залізницею побудовані будівлю вокзалу, водонапірна вежа, казарми для робітників.
У 1960 році отримало статус міста.

## Населення
Населення — 25647 осіб (2010, 25674 у 2002).

## Фотографії

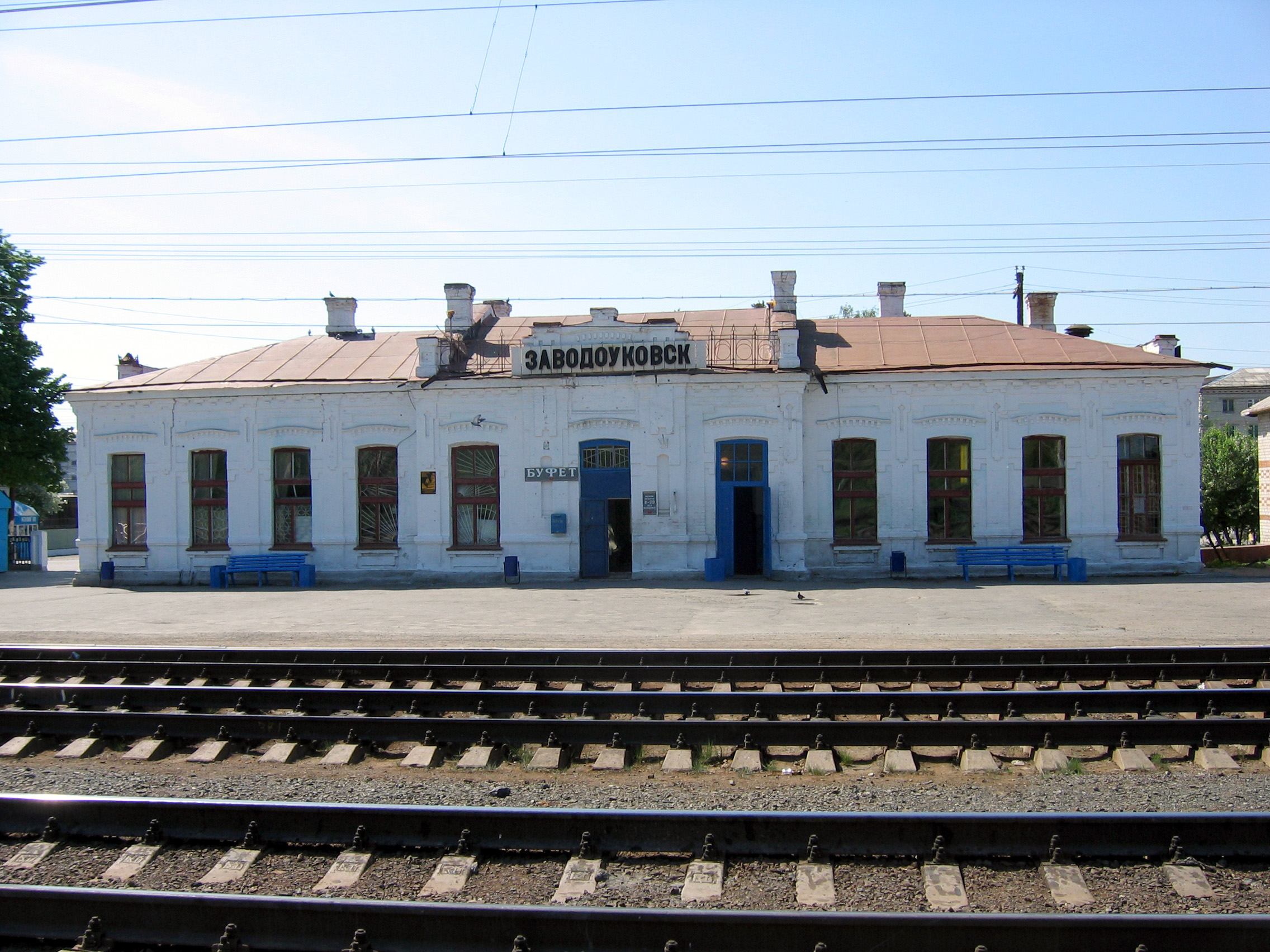
Вокзал Заводоуковска, 2005 рік
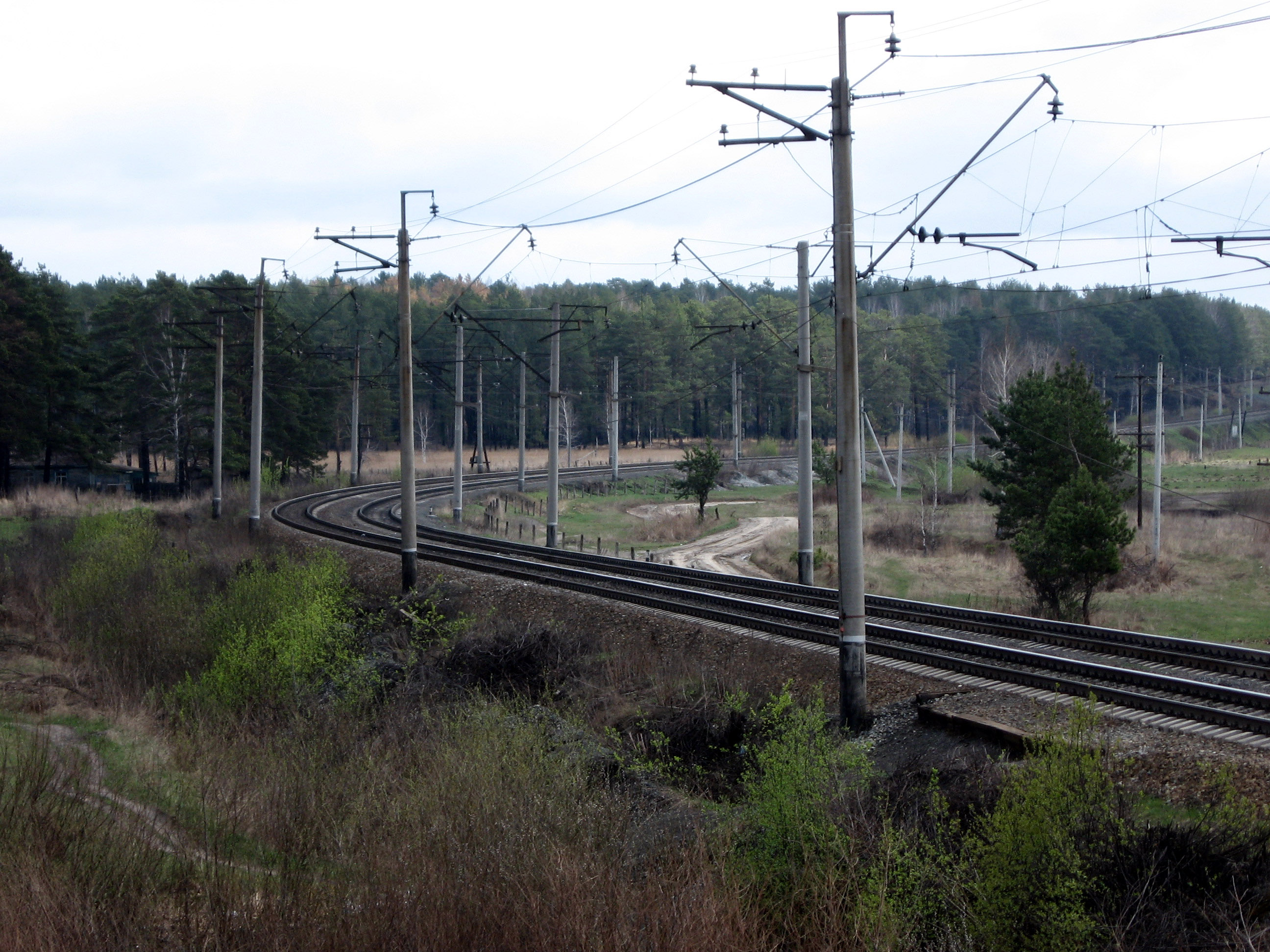
Транссибірська магістраль в Заводоуковську (2237 км)
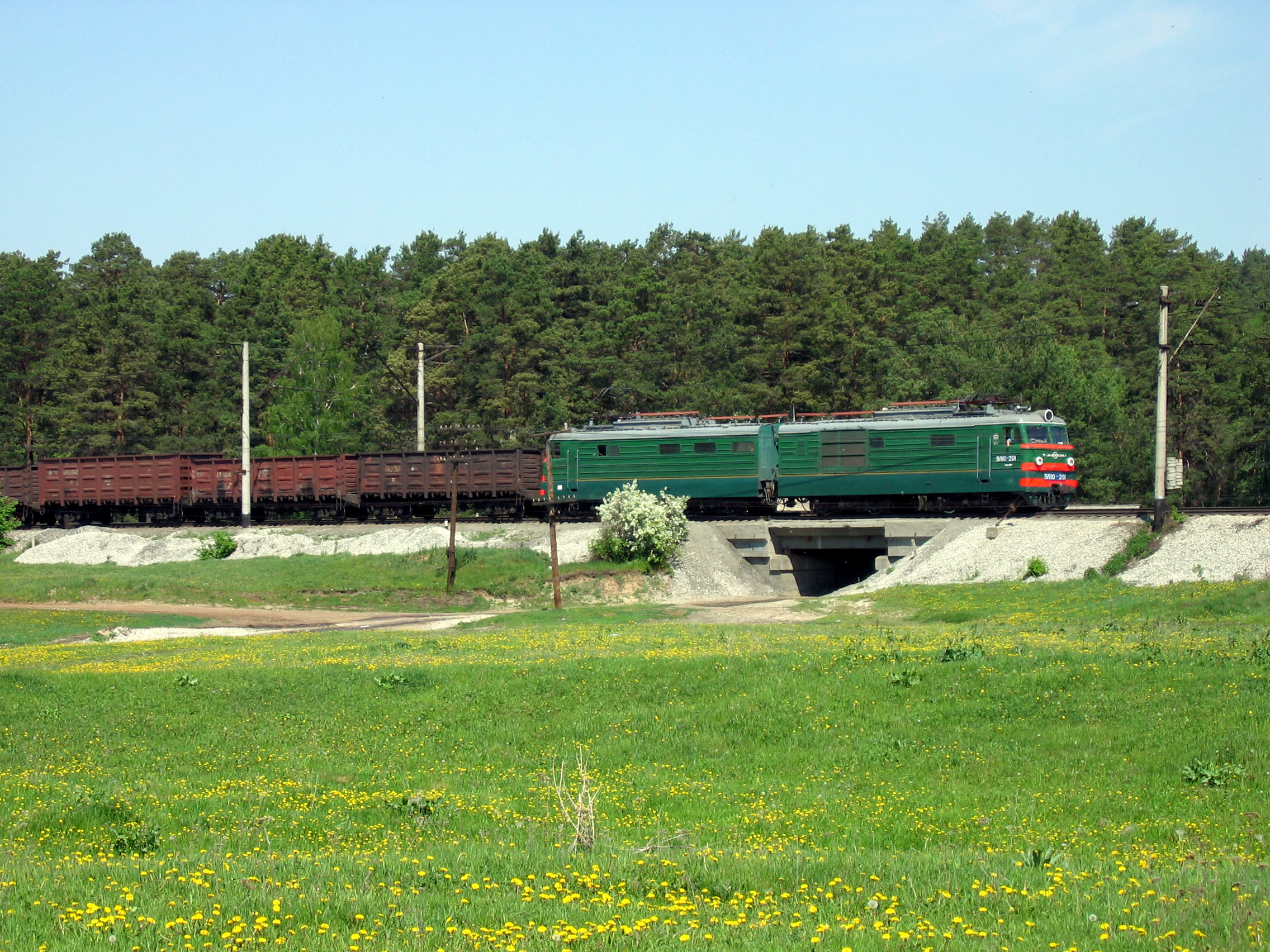
Поїзд в межах Заводоуковська (2237 км)
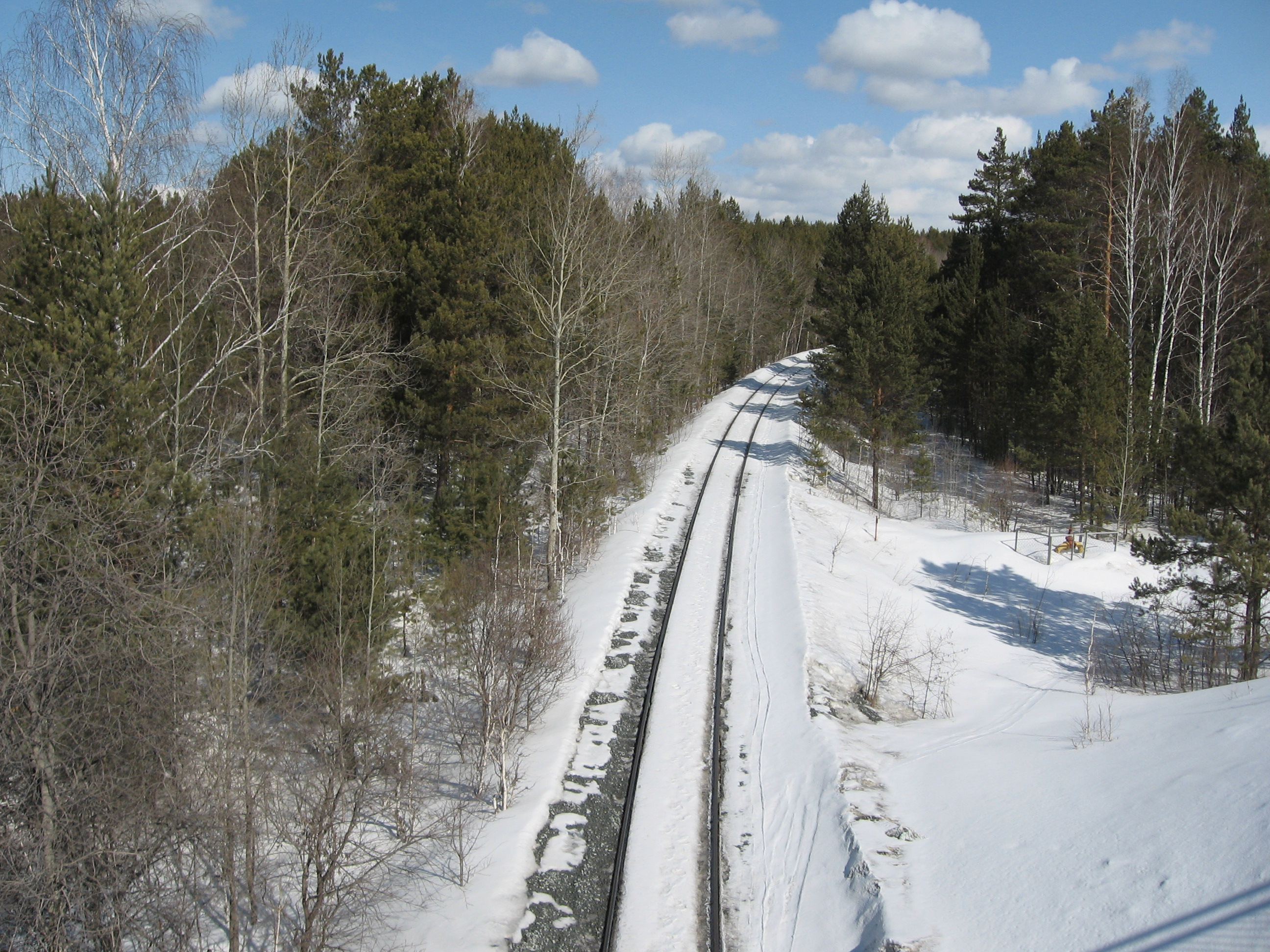
Залізниця «Заводоуковськ - Новий Тап» (2 км)
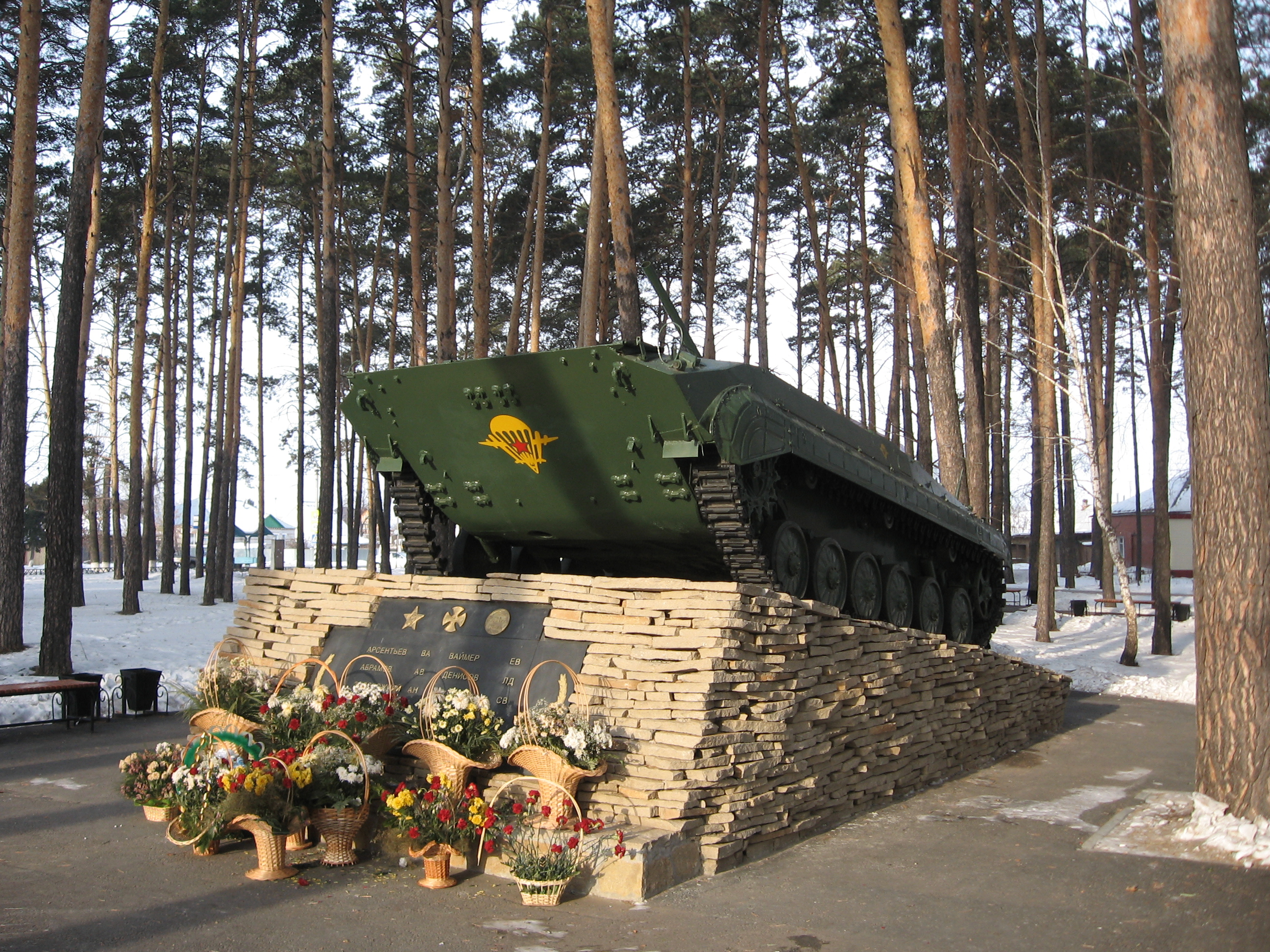
Сквер воїнів-інтернаціоналістів
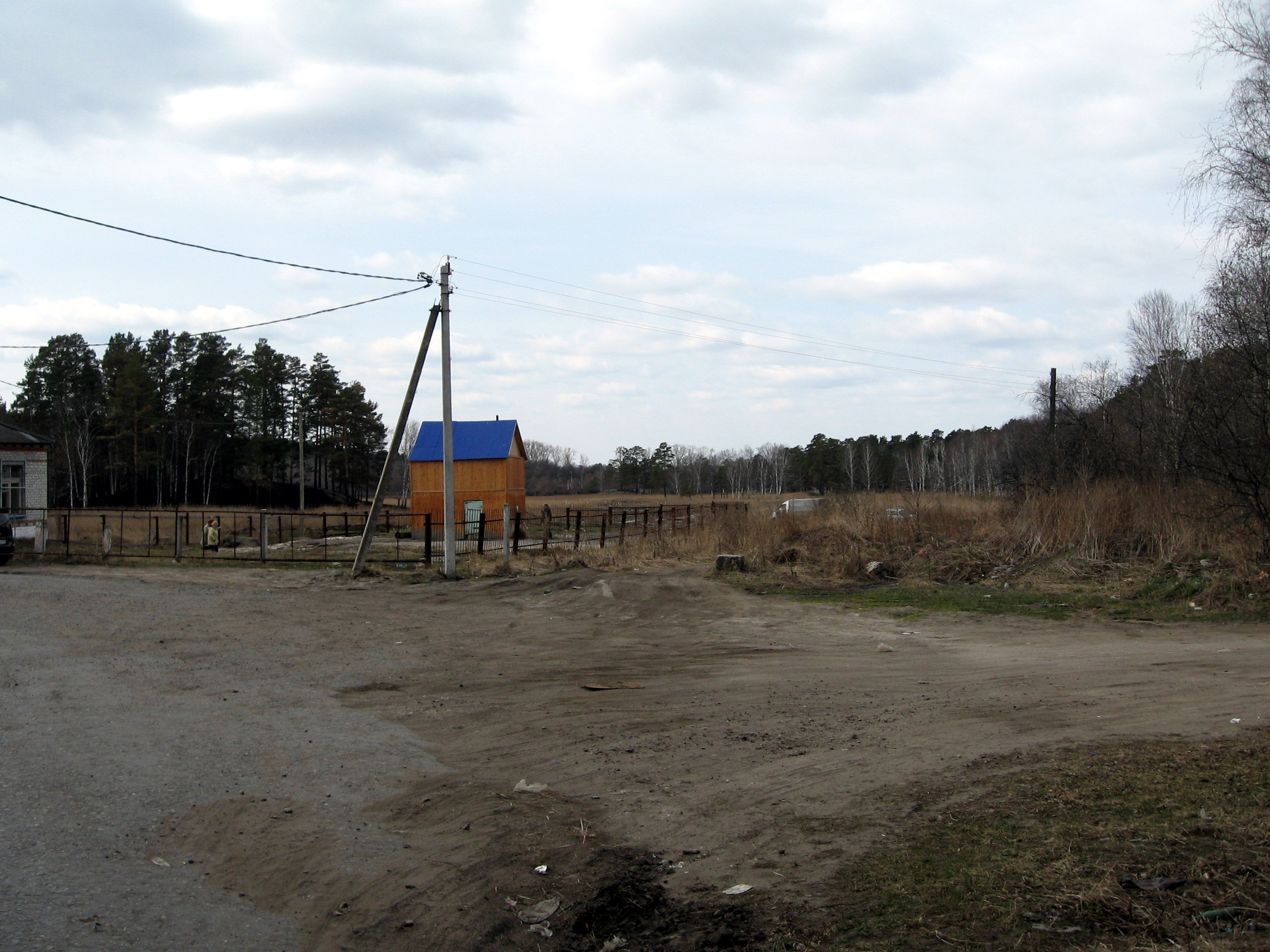
Мінеральне джерело
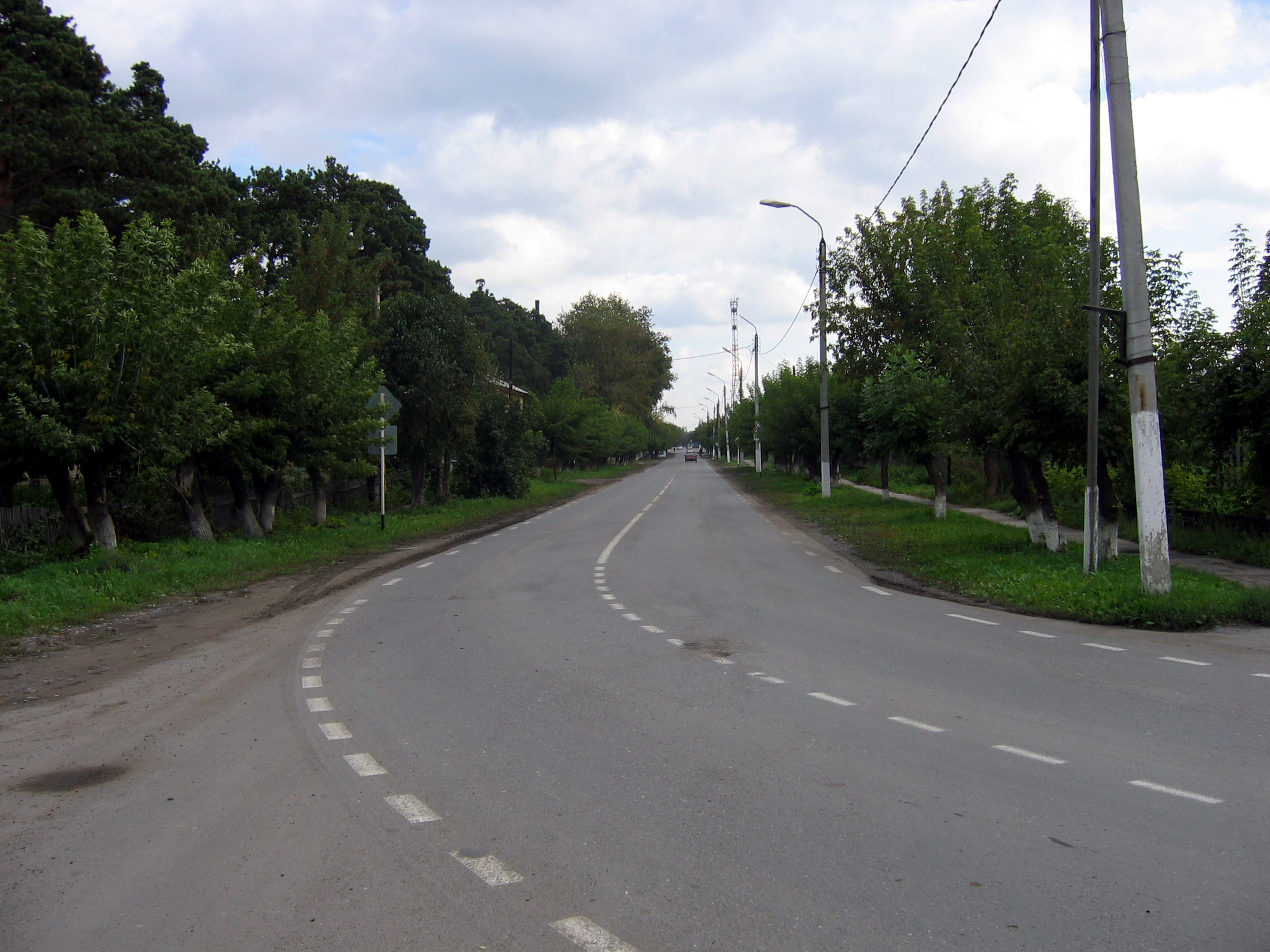
Вокзальна вулиця
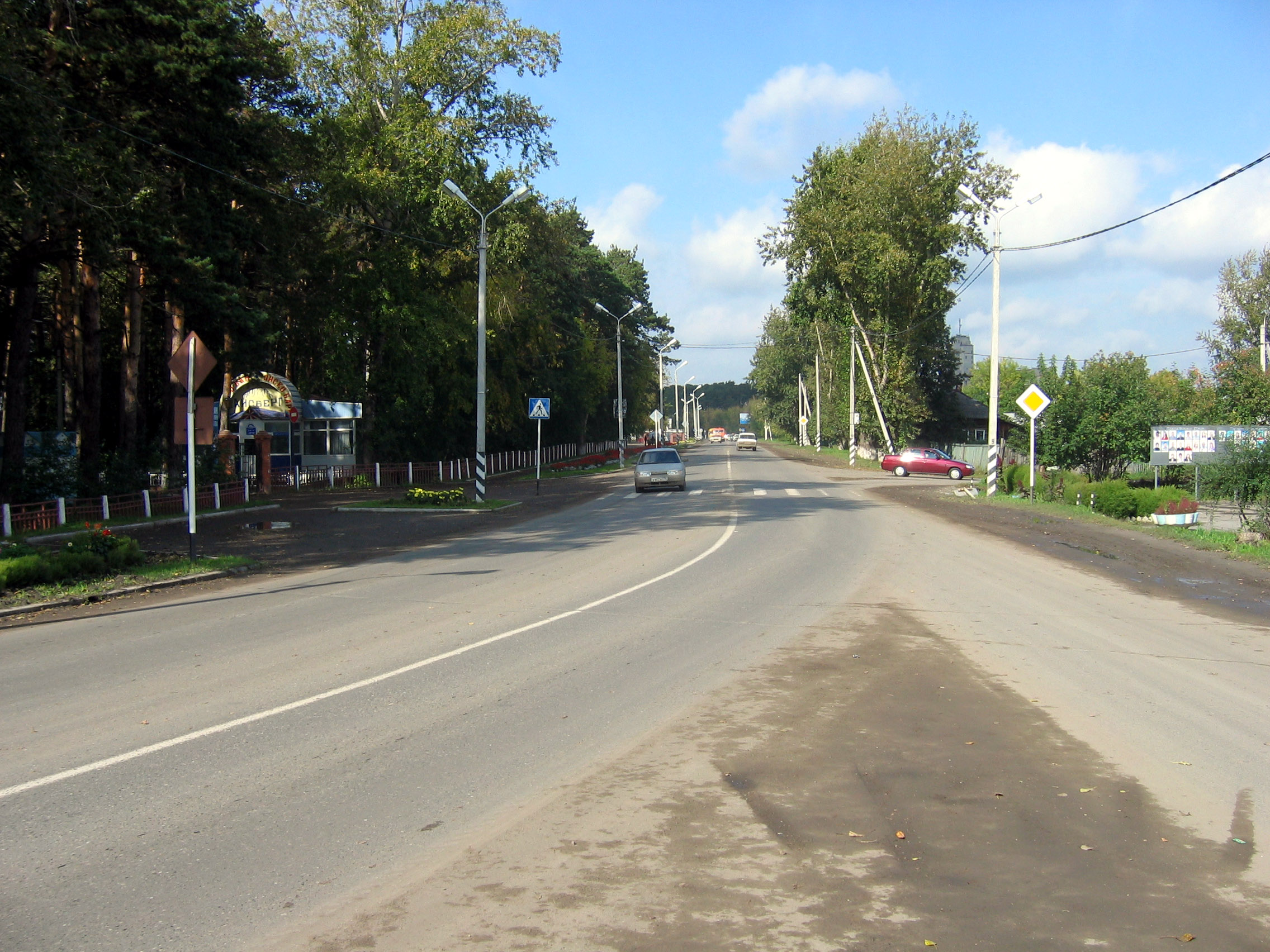
Шосейна вулиця
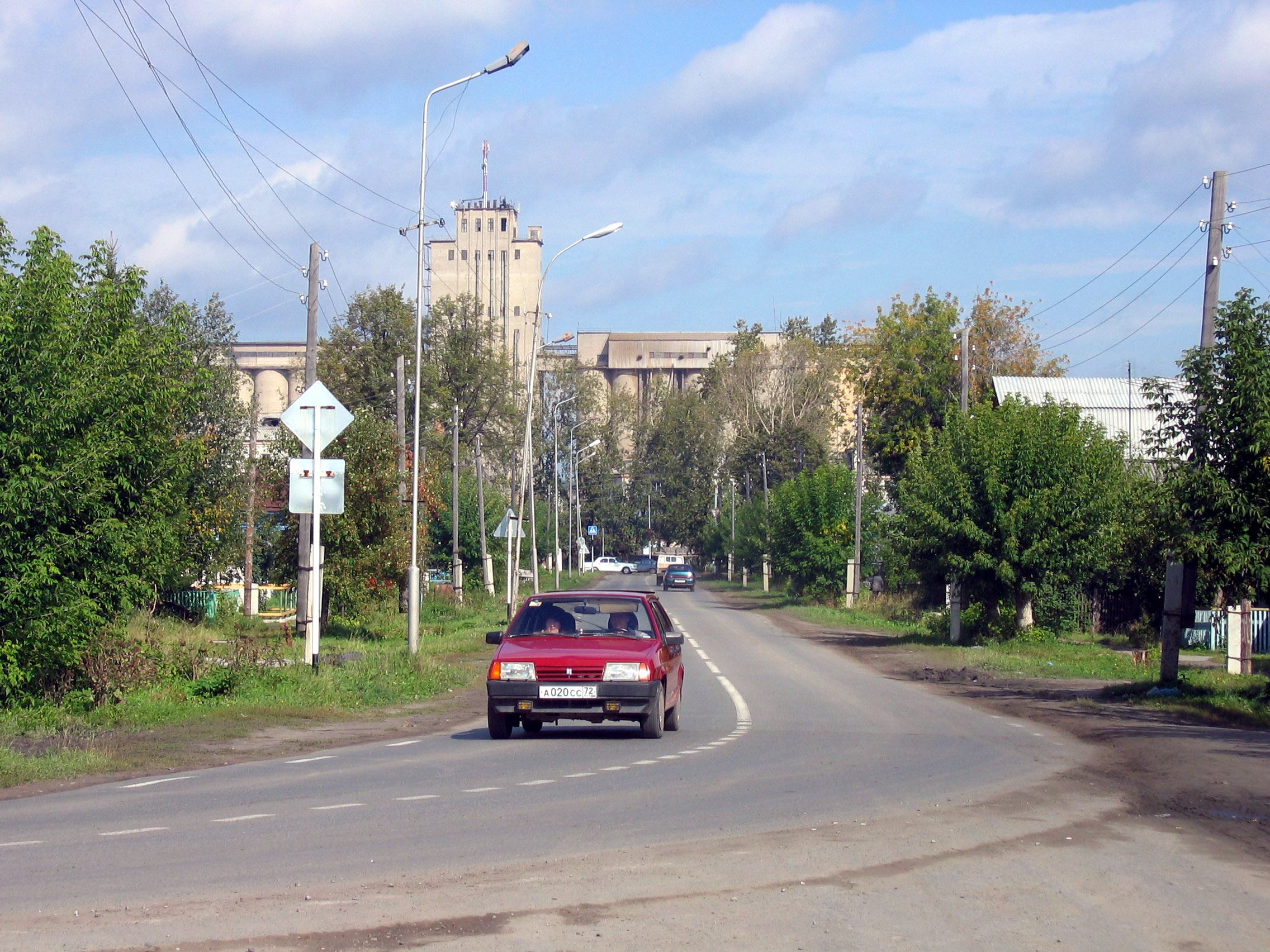
Радянська вулиця
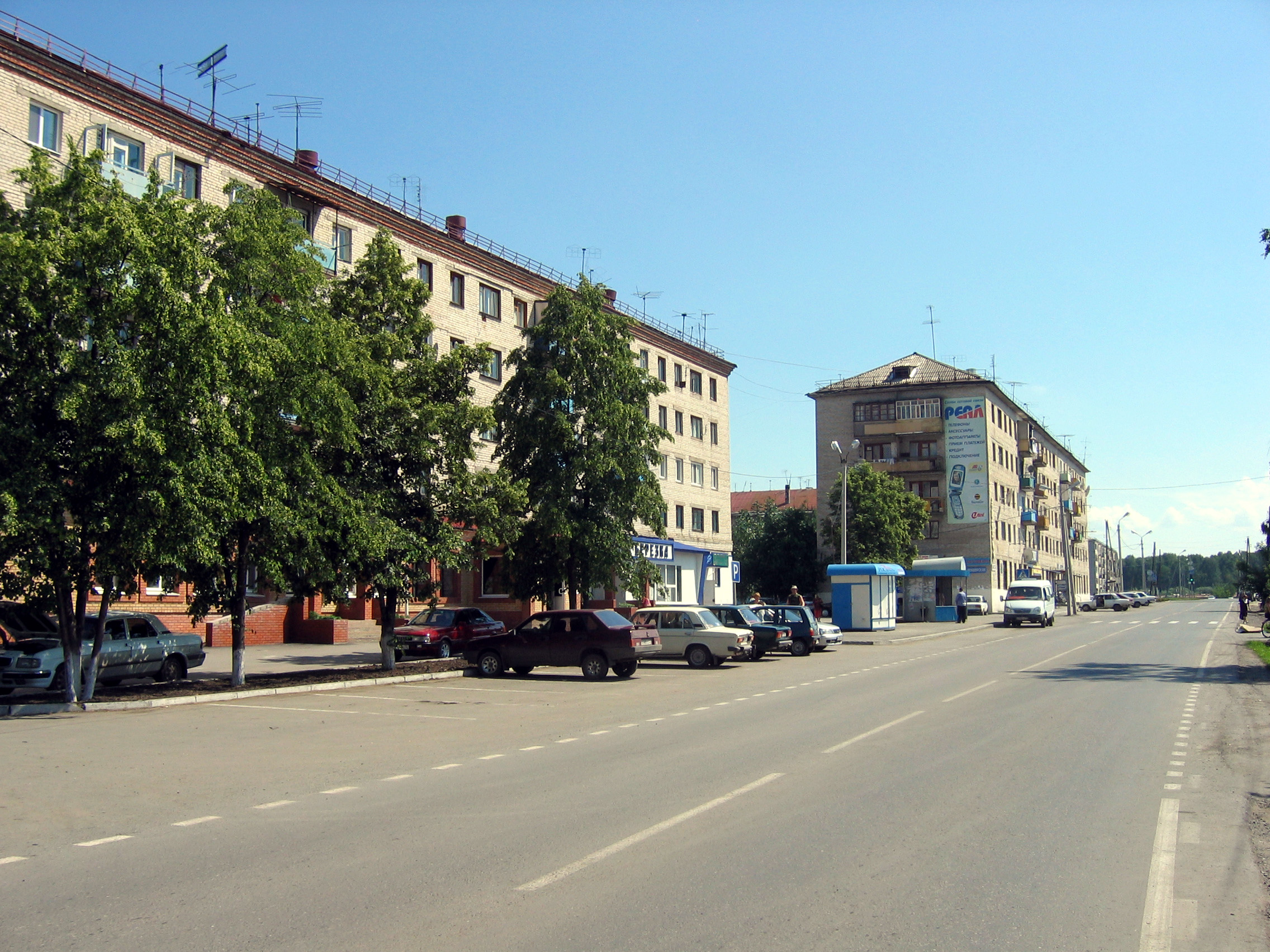
Район Сільмаш
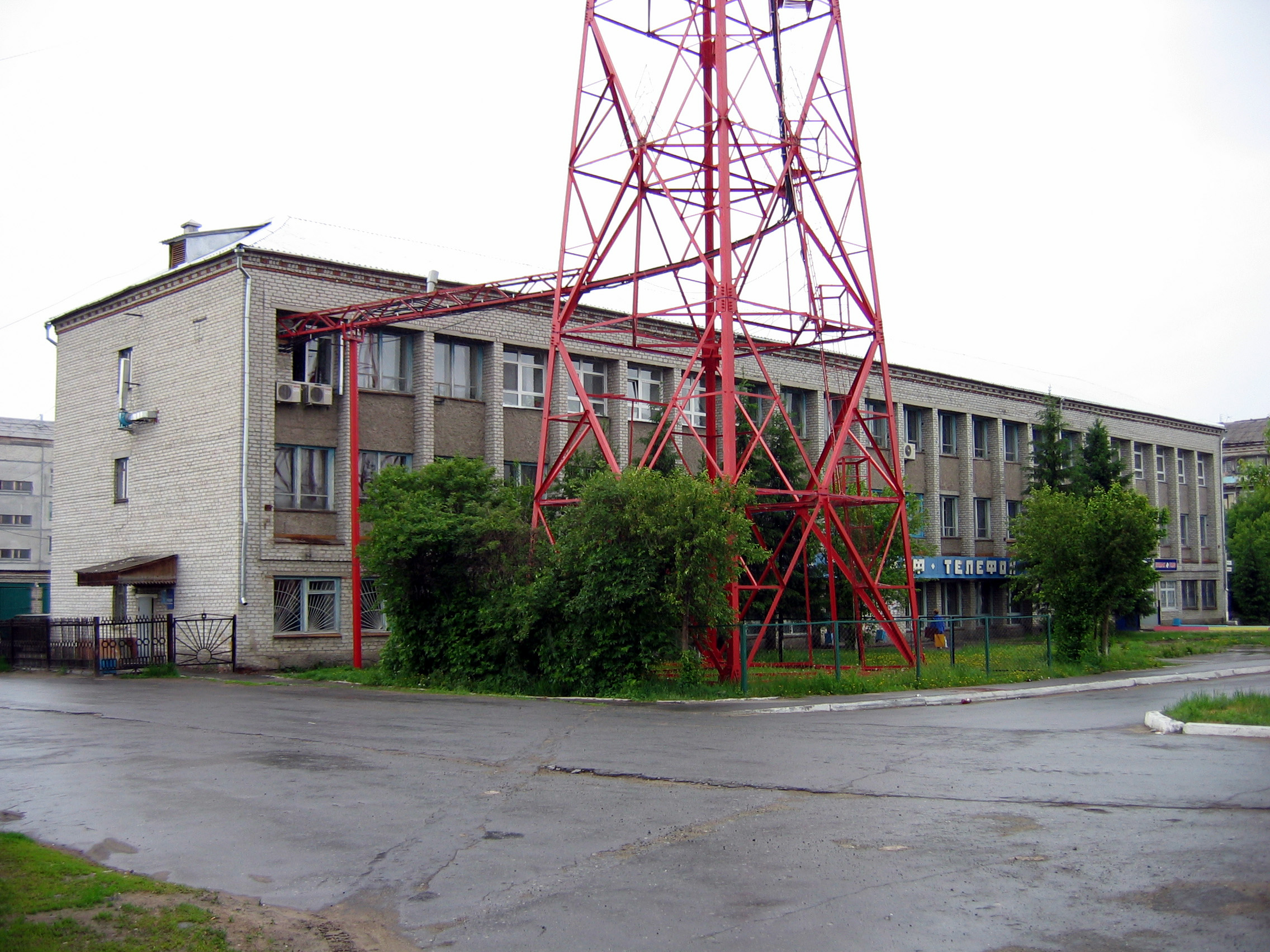
Будівля пошти
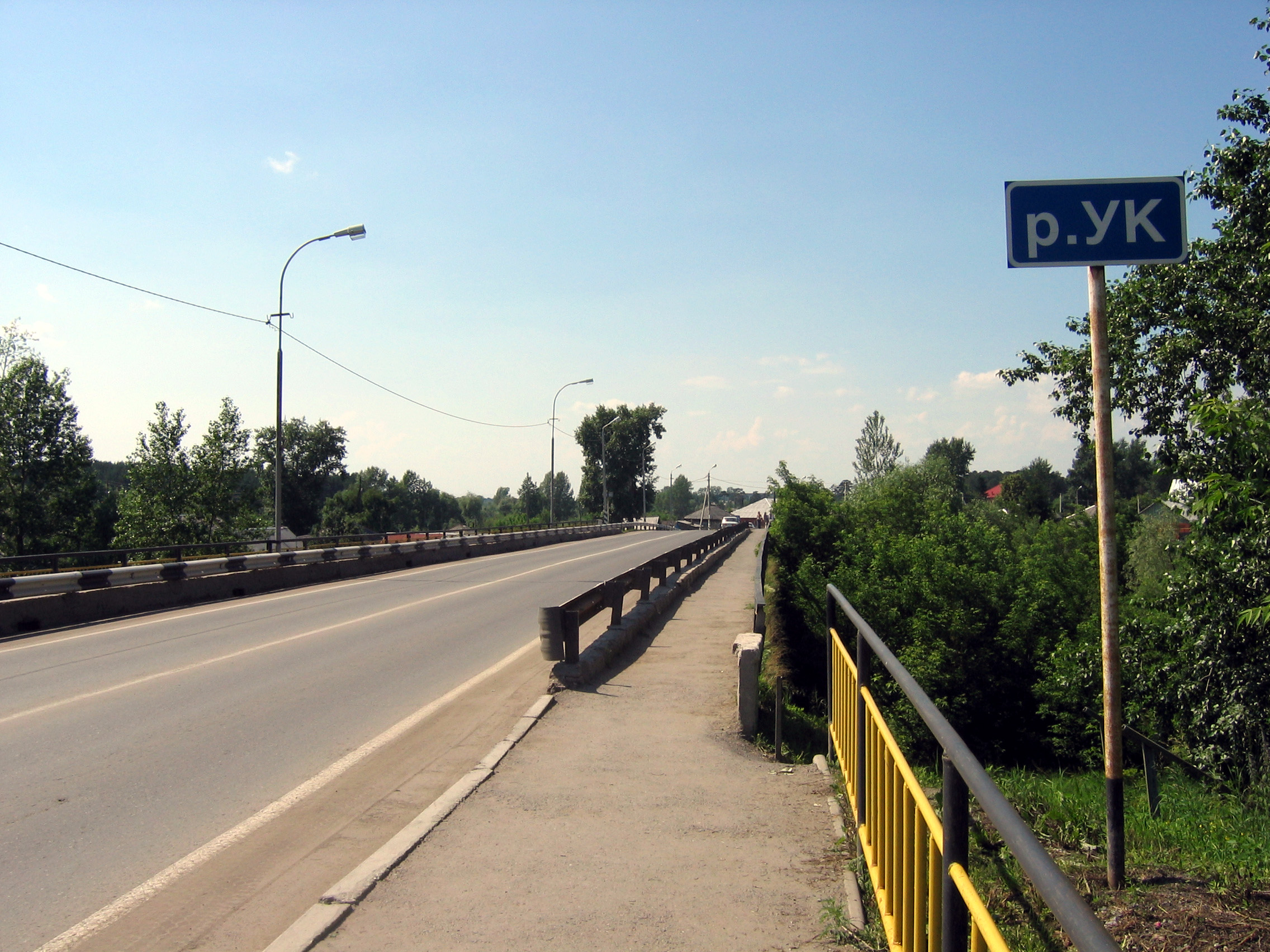
Міст через Ук
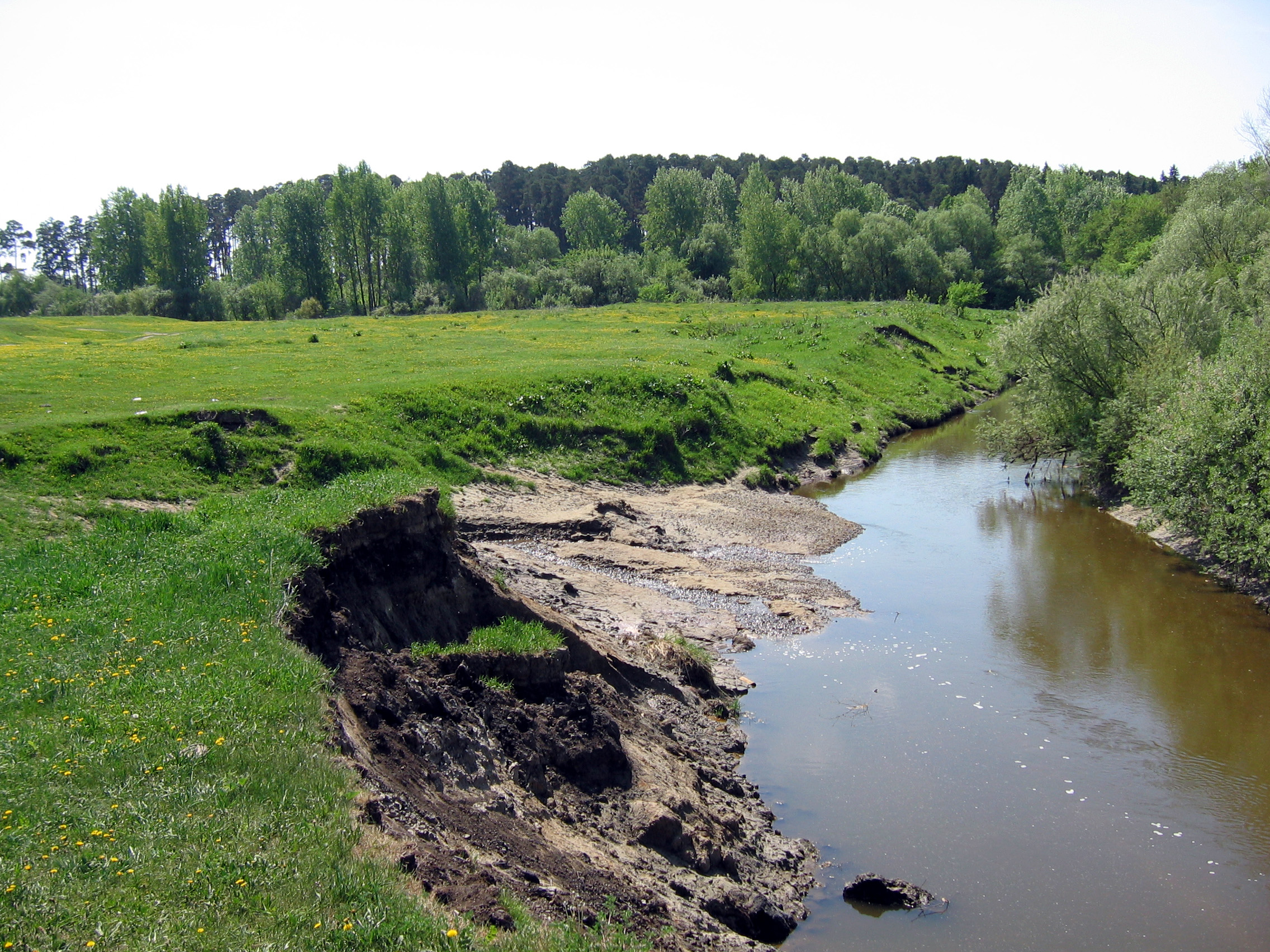
Річка Ук (вдалині видно Колмаковський парк)